# Васильевский сельсовет (Добрушский район)
Васильевский сельсовет (бел. Васі́льеўскі сельсавет) — упразднённая административная единица на территории Добрушского района Гомельской области Республики Беларусь.

## История
После второго укрупнения БССР с 8 декабря 1926 года сельсовет в составе Краснобудского района Гомельского округа БССР. С 4 августа 1927 года в составе Тереховского района. 
После упразднения окружной системы 26 июля 1930 года в Тереховском районе БССР, с 20 февраля 1938 года — Гомельской области. С 25 декабря 1962 года в составе Добрушского района. 
17 февраля 1972 упразднён посёлок Ягодное. 
На 1 января 1974 года в составе сельсовета 4 населенных пункта. 
В 1987 году упразднены посёлки Орёл и Чирвоный Рог. 
16 декабря 2009 года Васильевский сельсовет упразднён, его населённые пункты включены в состав Тереховского поселкового Совета депутатов.

## Состав
Васильевский сельсовет включал 2 населённых пункта:
- Васильевка — деревня
- Красный Алес — посёлок

Упразднённые населённые пункты:
- Орёл — посёлок
- Чирвоный Рог — посёлок
- Ягодное — посёлок

## Население
- 2009 год — 654 человек